# 麥羅埃字母
麥羅埃文（Meroitic alphabet）是一套參照埃及聖書體及民書體而設計的拼音字母，用以拼寫麥羅埃王國的麥羅埃語，亦有可能會用來拼寫努比亞王國的努比亞語。由於麥羅埃文的拼音特色，它的書寫方式與埃及的象形文字有所不同。有些學者，如：海拉·哈爾門(Haarmann)因此而認為希臘字母對麥羅埃文的成形有一定的影響，主要是因為這種文字與希臘字母一樣有元音字母。然而，除此以外，這兩種文字再沒有任何相關或近似的地方。

## 文字特色

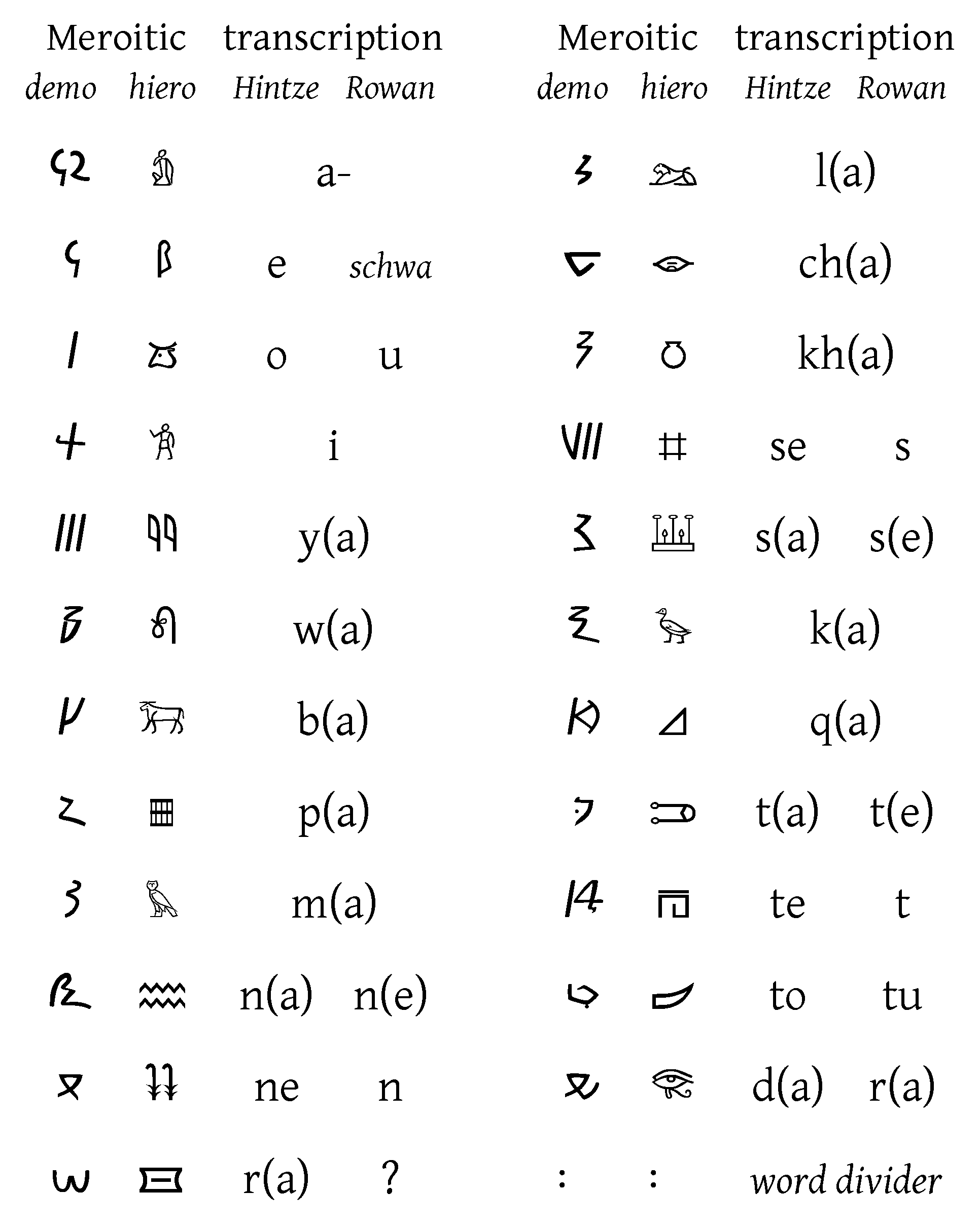
麥羅埃文的聖書體及草書體字母列表

按照學術界對文字的劃分，麥羅埃文可以歸入元音附标文字系統。因為麥羅埃文的輔音字母預設帶著/a/母音，除非之後緊接一個母音字母。與印度的文字相比，麥羅埃文並沒有一個特定符號去分辨沒有母音的純輔音字母。因此，<m>可以同時表示/ma/或/m/，但<mi>則一定表示/mi/。另一方面，麥羅埃文經常都把結尾的輔音字母，特別是/n/和/s/省略掉。
麦罗埃文一共有23個字符。其中包括4個元音字母：
- a（只出现在词首，否则/a/缺省），e（或schwa），i，o（或u）；

约14个辅音字母，它们带有缺省的/a/，除非后接其它元音字母：
- y(a), w(a), b(a), p(a), m(a), n(a), r(a), l(a), ch(a)（可能是腭音，类似德语中的ich，或是小舌音，类似荷兰语中的dag）, kh(a)（舌根音，类似德语中的Bach）, k(a), q(a), s(a)或sh(a), d(a)；

及若干音节：  
- ne或ny(a), se或s(a), te, to, t(a)或ti。

关于一些发音存有争议，如“se”表示一个音节还是作为辅音/s/以区别于发/š/音的“s”；还有“ne”是一个音节还是辅音/ñ/；另外“t”会不会是音节“ti”。有说法认为，不用字母而用音节来表示一些发音可能是因为麦罗埃语有方言，需要一种统一的文字来表示。 
麦罗埃文有两种字体，一种是取自埃及象形文字的碑文镌刻体，另一种是民间流传的手写体。大多数的文本以手写体写成。与埃及文字不同的是，麦罗埃文的两种字体是一一对应的，除了一个例外：在手写体中，辅音字母与之后的“i”形成连体字。
麦罗埃文的书写方向为横排由右至左、由上至下；或者竖排由上至下、由右至左。碑文符号朝向文首，跟埃及象形文字中一样。
麥羅埃文有兩種標點符號：左右三個點，或上下點，用來分隔单词或句子。
如果這種文字的確曾為努比亞王國所使用，那麼，它可能是在基督教於公元6世紀傳入當地時，被科普特字母所取代的。
该文字为英国埃及学家葛利菲斯（Francis Llewellyn Griffith）于1909年所识别，但其语言本身至今未被完全解读。

## 相關應用
- 麥羅埃文亦是一種人工語言文字Nuwaubian Nation的別名。這一種語言是由一位非裔美國人發起的新興宗教，與古埃及文化完全無關。

## 參看
- 麥羅埃王國
- 麥羅埃語（Meroitic language）

## 外部連結
- Meroitic - AncientScripts（麦罗埃——古代文字） （页面存档备份，存于）
- Meroitic at Omniglot （页面存档备份，存于）
- Meroitic font（麦罗埃字体） （页面存档备份，存于）
- Proposal to encode Meroitic in Unicode （页面存档备份，存于）
- Examples of Meroitic script（麦罗埃文样本）（页面存档备份，存于）